# Raoul Biltgen
Raoul Biltgen, né le 1er juillet 1974 à Esch-sur-Alzette (Luxembourg) est un écrivain et acteur luxembourgeois. 
Il est l'auteur de plusieurs œuvres théâtrales et réside à Vienne. Il est également le frère de l'homme politique François Biltgen.

## Œuvres
- Einer spricht: Monologe. Op der Lay, Esch-sur-Sûre 2007
- perfekt morden: Roman. Molden, Wien 2005
- Heimweg: Trilogien. Op der Lay, Esch-sur-Sûre 2000
- Manchmal spreche ich sie aus: Gedichte. Op der Lay, Esch-sur-Sûre 1999